# Dragutin Novak
Dragutin Karlo Novak (Zagreb, 16. veljače 1892. - Zagreb, 31. listopada 1978.), prvi hrvatski pilot.
Dragutin Karlo Novak poletio je, prvi u Hrvatskoj, avionom konstruktora Slavoljuba Penkale 22. / 23. lipnja 1910. godine s vojnog vježbališta u Črnomercu (Kajzerica), u Zagrebu. Kasnije, avion se, prilikom jednog Novakovog leta 20. listopada 1910., oštetio i Penkala je odustao od daljnjih istraživanja. Ipak, to je bio prvi let avionom na motorni pogon u Hrvatskoj i time Dragutin Novak postaje prvim hrvatskim pilotom u povijesti.
Dragutin Novak, rođen je u Zagrebu u Ilici 19. Rano je ostao bez roditelja, tako da je brigu o njemu preuzela teta. Osnovnu školu završio je u Krajiškoj ul. u Zagrebu, odlazi u konvikt u Tropavu (Šleska) gdje završava mehaničarski zanat za preciznu mehaniku. Odlazi sestri u Budimpeštu gdje 1910. prisustvuje natjecanju aviona. Kratko iza toga vraća se u Zagreb i zapošljava kod Ing. Slavoljuba Penkale koji u to vrijeme radi na konstrukciji aviona i postaje mu desna ruka kod izrade i ispitivanja letnih osobina, sve do prvog leta u Hrvatskoj, te do konačnog odustajanja Penkale od daljnjih radova na avionu.
Na poziv, prelazi k fotografu i poduzetniku Mihajlu Merćepu, koji je u međuvremenu također izgradio hangar pored Penkalina i doveo u Zagreb braću Slovence, Edvarda i Joška Rusjana koji su uz financijsku pomoć Merćepa počeli graditi svoj avion (inače, unatoč dojmu koji se stekao u dijelu javnosti, uglavnom njegovom zaslugom, sam Mihajlo Merćep nije nikada letio, niti bio konstruktorom ili sl., već poduzetnikom koji je želio iskoristiti slavu Edvarda Rusjana i kasnije Dragutina Novaka, na vrijeme uvidjevši budućnost zrakoplovstva).
Novak im se pridružio i pomagao pri izradi aviona. Avionom je krajem 1910. godine Edvard Rusjan poletio na probni let iznad Zagreba. Nakon pogibje Edvarda Rusjana 1911. u Beogradu, Novak radi s Joškom Rusjanom na više verzija Rusjanovog (sada: Merćep-Rusjanovog) aviona i bitno unapređuje dotadanje komande za dubinsko i postranično upravljanje "na ruksak", osmišljavanjem i izradom volana za bočno upravljanje dubinom i nagibom, te mnoga druga poboljšanja.
Novak je na jednom od tih aviona pobijedio 20. i 21. kolovoza 1911. na Drugom avijatičarskom natjecanju u Budimpešti. Letio je i u Zagrebu, Osijeku, Budimpešti, a 5. svibnja 1912. pobjeđuje i na aeromitingu u Grazu gdje doživljava pad. Napušta ga slavohlepni gazda Merćep, ostavivši ga bez skrbi u bolnici, i tu se njihova suradnja prekida. Novak nakon izlaska iz bolnice radi u tvornici Puch. Vraća se u Hrvatsku 1913. i zapošljava kao moto-mehaničar u Velikom Ravnu kod Križevaca.
Koncem 1914. (1. listopada), odlazi u vojsku i nakon kraćeg vojevanja u pješadiji (gdje biva odlikovan), prebacuju ga u avijaciju Austro-Ugarske Monarhije. Za pilotske zasluge dobio je Zlatnu medalju za hrabrost, Srebrnu medalju prve klase, titulu Feldpilota i Križ s vijencem. Od 1916. nakon ranjavanja prilikom borbenog leta (kada je nakon eksplozije granate pored aviona, oglušio na lijevo uho), postavljen je za učitelja letenja u najznačajnijoj vojno-pilotskoj školi Monarhije u Bečkome Novome Mjestu. Ima pilotske dozvole vojnog i civilnog pilota. Po završetku Prvog svjetskog rata odbio je ostati u Austrijskoj vojsci i vraća se u Veliki Raven obitelji (supruzi Anđeli r. Pongrac i tek rođenoj kćerki Nevenki, kasnije dobivaju i kćer Dešu). Prestaje trajno letjeti, tako da se više nikada nije vinuo u zrak niti kao putnik. Seli se s obitelji u Križevce gdje kratko radi u paromlinu, vraća se zatim u Zagreb na Anatomski institut Medicinskog fakulteta, a 1923. ponovno radi u Križevcima u gradskoj Munjari-elektrani. Osniva 1927. u Križevcima vlastito autoprijevozno poduzeće, autobus i taksi prijevoz putnika. Nakon 1945. ostaje bez autoparka i zapošljava se 1948. kao ravnatelj Gradskog autobusnog poduzeća u Križevcima. Sljedeće, 1949. do umirovljenja 1954. radi na Poljoprivrednom tehnikumu u Križevcima. Nakon 50 godina, 1970.g., vraća se u rodni Zagreb s obitelji, gdje 31. listopada 1978. umire u 86. godini života.
Nakon 1918. godine, sustavno je narednih 60 godina prešućivan njegov doprinos povijesti hrvatskoga zrakoplovstva. Zalaganjem obitelji i entuzijasta, konačno je njegov doprinos vrednovan uvrštavanjem u Hrvatsku enciklopediju LZMK (7. tom), a uskoro se očekuje i njegovo uvrštavanje u Hrvatski biografski leksikon. O njemu je snimljena i prikazana dokumentarna TV emisija "Dragutin Novak - prvi hrvatski letač  Arhivirana inačica izvorne stranice od 27. rujna 2007. (Wayback Machine)" 2000. godine, a pored aerodroma Lučko postoji ulica s njegovim imenom (zaslugom ing. Borisa Puhlovskog pisca knjige o Dragutinu Novaku iz 1995.). Najkompletnije djelo o povijesti hrvatskog zrakoplovstva i doprinosu Dragutina Novaka, napisala je 2001. Zlata Klapčić pod naslovom "Posrtanje u nebo - povijest rane avijacije u Hrvatskoj".
Grad Križevci odužio mu se postavom spomen-ploče na kući u kojoj je živio i radio, nazvavši susjedno šetalište imenom Dragutina Novaka te nazvavši njegovim imenom Aeroklub. 
Na svojoj rodnoj kući u dvorištu zgrade u Ilici 19. u Zagrebu još nema spomen-ploču. Predstojeća proslava 100. obljetnice prvoga leta u Hrvatskoj 2010. godine, prilika je za ispravak i te, posljednje nepravde. 
Genijalni konstruktor i izumitelj Ing. Slavoljub Penkala i prvi hrvatski pilot Dragutin Novak, nerazdvojan je dvojac u pionirskim počecima razvoja hrvatskog zrakoplovstva motornim avionima, oni su svojevrsna naša braća Braća Wright.

## Vanjske poveznice
- E-zine "Zrakoplovstvo.net"  Arhivirana inačica izvorne stranice od 8. veljače 2006. (Wayback Machine)
- Aeroklub Virovitica - zanimljivosti  Arhivirana inačica izvorne stranice od 21. veljače 2007. (Wayback Machine)
- Stranica grada Krizevaca
- Glas Podravine i Prigorja  Arhivirana inačica izvorne stranice od 25. kolovoza 2007. (Wayback Machine)
- Gradski muzej Križevci  Arhivirana inačica izvorne stranice od 11. studenoga 2006. (Wayback Machine)
- Aeroklub Zagreb - najveći sportski dometi  Arhivirana inačica izvorne stranice od 29. svibnja 2007. (Wayback Machine)
- Jeste li znali?
- Prvi motorni let u Hrvatskoj - prezentacija  Arhivirana inačica izvorne stranice od 10. lipnja 2007. (Wayback Machine)
- HRT arhiva - Prvi let u Hrvatskoj  Arhivirana inačica izvorne stranice od 20. prosinca 2006. (Wayback Machine)
- Croatian National Tourist Board
- Zagrebacko zrakoplovno tehnički savez  Arhivirana inačica izvorne stranice od 28. rujna 2007. (Wayback Machine)
- Na krilih slovenske ustvarjalnosti  Arhivirana inačica izvorne stranice od 3. lipnja 2007. (Wayback Machine)
- Prošlost u sadašnjosti HTV - emisija o Dragutinu Novaku  Arhivirana inačica izvorne stranice od 27. rujna 2007. (Wayback Machine)
- Dragutin. Novak Hrvatska tehnička enciklopedija, portal hrvatske tehničke baštine. LZMK